# Mortes em outubro de 2018
Mortes em 2018: ← Janeiro – Fevereiro – Março – Abril – Maio – Junho – Julho – Agosto – Setembro – Outubro – Novembro – Dezembro →
Esta é uma relação de pessoas notáveis que morreram durante o mês de outubro de 2018, listando nome, nacionalidade, ocupação e ano de nascimento.

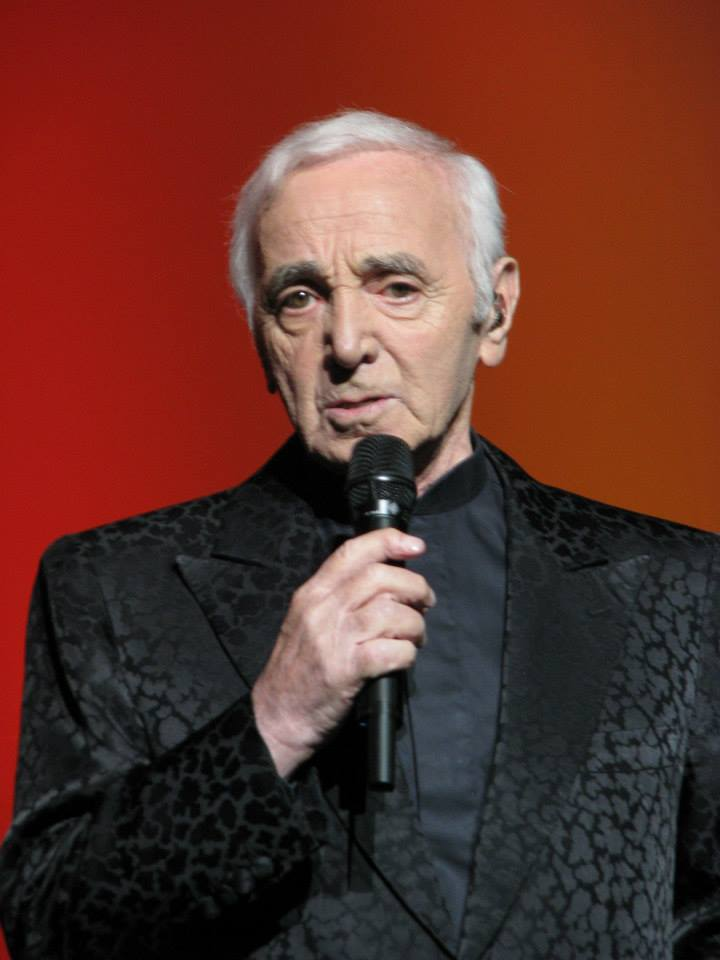
Charles Aznavour, cantor francês.

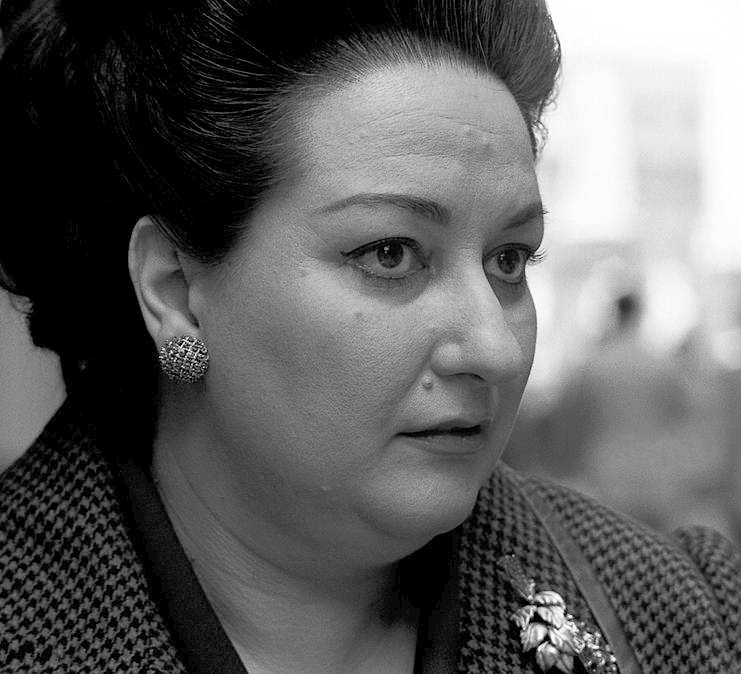
Montserrat Caballé, soprano espanhola.

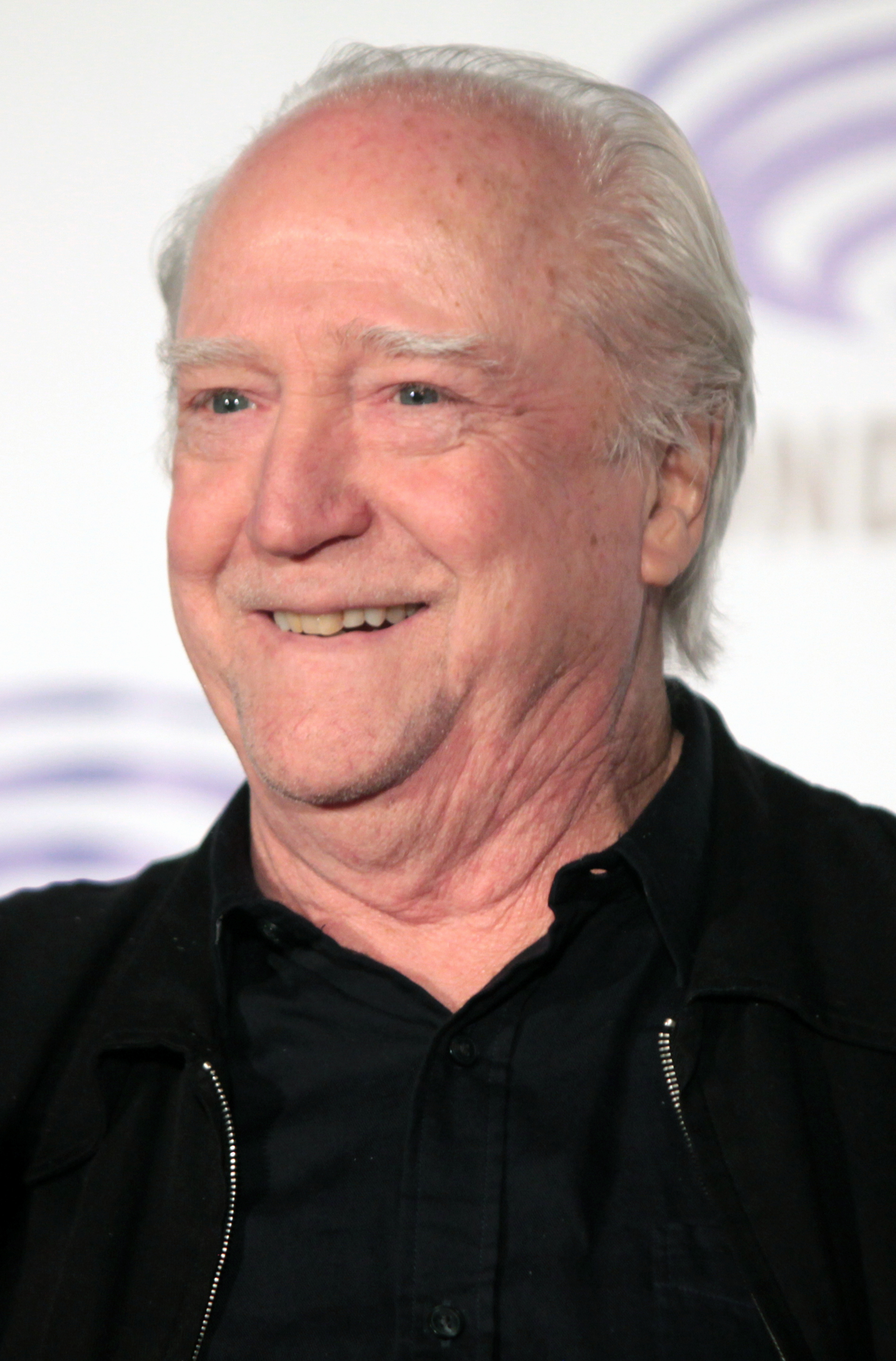
Scott Wilson, ator norte-americano.

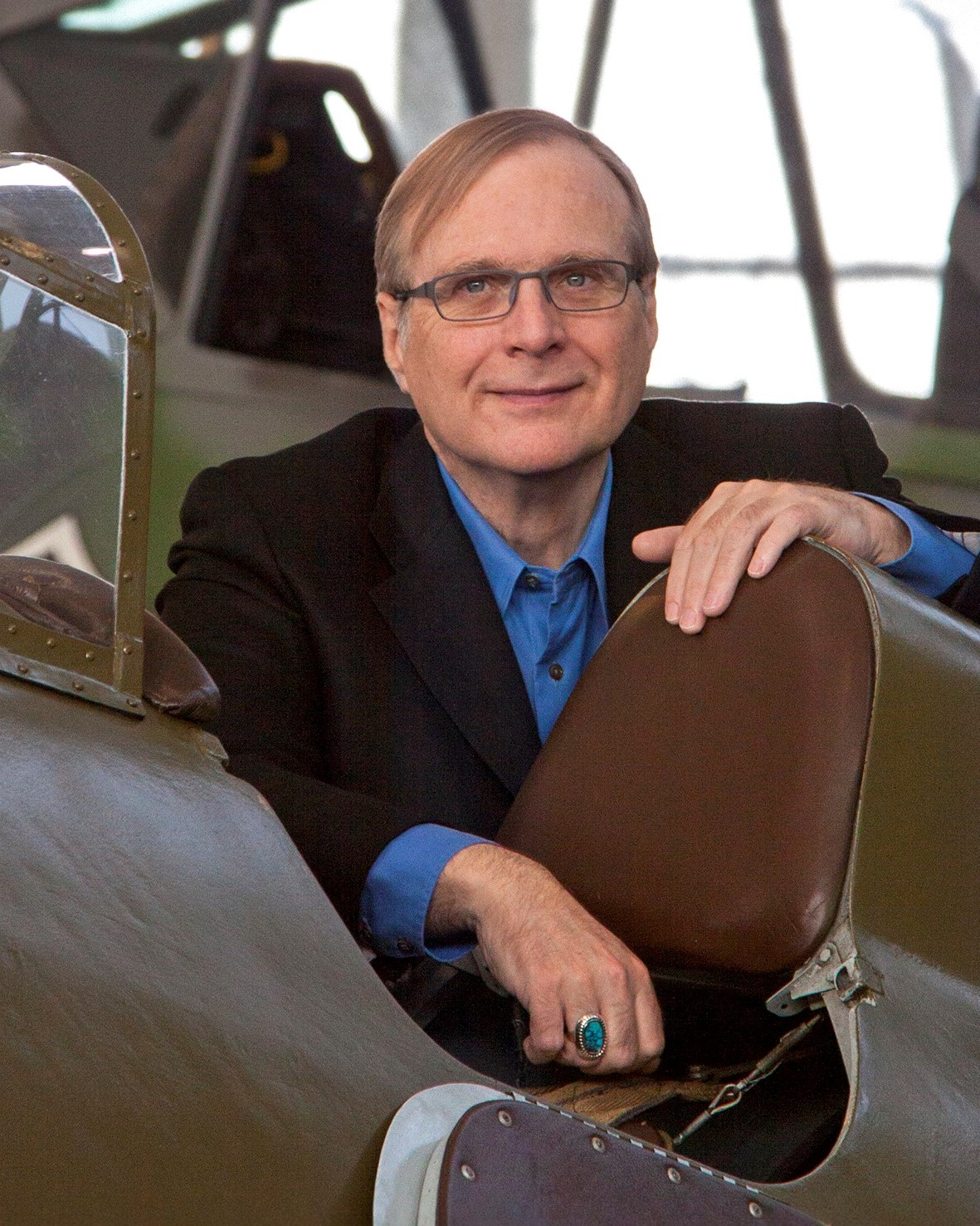
Paul Allen, empresário estadunidense.

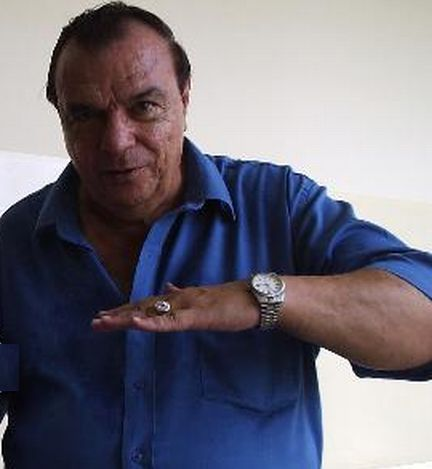
Gil Gomes, jornalista brasileiro.

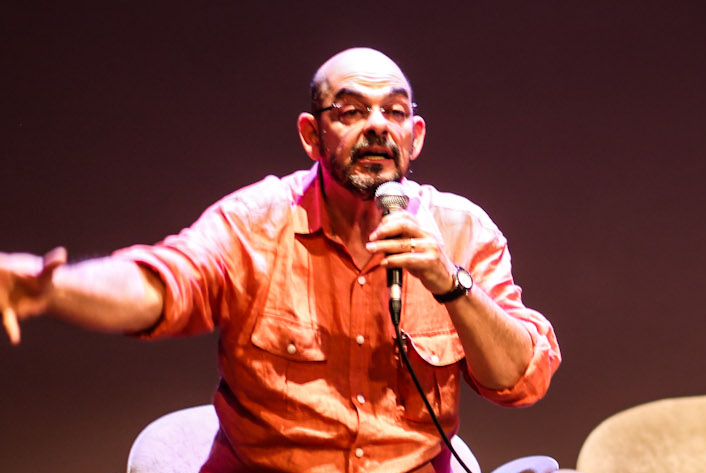
João W. Nery, escritor e psicológo brasileiro.

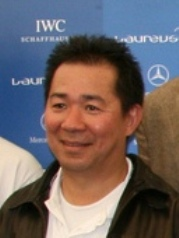
Vichai Srivaddhanaprabha, empresário tailandês.

Daniel Corrêa Freitas, futebolista brasileiro.

| Dia | Nome                       | Profissão ou motivo de reconhecimento | Nacionalidade  | Ano de nasc. | Ref           |
| --- | -------------------------- | ------------------------------------- | -------------- | ------------ | ------------- |
| 1   | Charles Aznavour           | Cantor e compositor                   | França         | 1924         | [ 1 ]         |
| 1   | Carlos Ezquerra            | Desenhista de quadrinhos              | Espanha        | 1947         | [ 2 ]         |
| 2   | Geoff Emerick              | Engenheiro de som                     | Reino Unido    | 1945         | [ 3 ]         |
| 2   | Hermenegildo Sábat         | Caricaturista                         | Uruguai        | 1933         | [ 4 ]         |
| 2   | Jamal Khashoggi            | Jornalista                            | Arábia Saudita | 1958         | [ 5 ]         |
| 3   | Leon Max Lederman          | Físico                                | Estados Unidos | 1922         | [ 6 ]         |
| 3   | Casquinha da Portela       | Sambista                              | Brasil         | 1922         | [ 7 ]         |
| 4   | Bert Romp                  | Ginete                                | Países Baixos  | 1958         | [ 8 ]         |
| 4   | Will Vinton                | Diretor de animação                   | Estados Unidos | 1947         | [ 9 ]         |
| 6   | Montserrat Caballé         | Soprano                               | Espanha        | 1933         | [ 10 ]        |
| 6   | Scott Wilson               | Ator                                  | Estados Unidos | 1942         | [ 11 ]        |
| 6   | Victoria Marinova          | Jornalista                            | Bulgária       | 1988         | [ 12 ]        |
| 7   | Moa do Katendê             | Capoeirista                           | Brasil         | 1954         | [ 13 ]        |
| 9   | Thomas Steitz              | Bioquímico                            | Estados Unidos | 1940         | [ 14 ]        |
| 9   | Venantino Venantini        | Ator de cinema                        | Itália         | 1930         | [ 15 ]        |
| 10  | Zíbia Gasparetto           | Escritora                             | Brasil         | 1926         | [ 16 ]        |
| 12  | Pik Botha                  | Político                              | África do Sul  | 1932         | [ 17 ]        |
| 14  | Guga de Oliveira           | Diretor de TV                         | Brasil         | 1941         | [ 18 ]        |
| 14  | Enrique Baliño             | Basquetebolista                       | Uruguai        | 1928         | [ 19 ]        |
| 15  | Paul Allen                 | Empresário, cofundador da Microsoft   | Estados Unidos | 1953         | [ 20 ]        |
| 15  | Maximira Figueiredo        | Atriz e dubladora                     | Brasil         | 1939         | [ 21 ]        |
| 15  | Arto Paasilinna            | Escritor e jornalista                 | Finlândia      | 1942         | [ 22 ]        |
| 16  | Gil Gomes                  | Radialista e jornalista               | Brasil         | 1940         | [ 23 ]        |
| 18  | Abdel Rahman Swar al-Dahab | Militar e político                    | Sudão          | 1934         | [ 24 ]        |
| 18  | Dick Slater                | Lutador                               | Estados Unidos | 1951         | [ 25 ]        |
| 19  | Diana Sowle                | Atriz                                 | Estados Unidos | 2018         | [ 26 ]        |
| 20  | Affonso Heliodoro          | Ex-secretário de Juscelino Kubitschek | Brasil         | 1916         | [ 27 ]        |
| 20  | Wim Kok                    | Ex-primeiro-ministro                  | Países Baixos  | 1938         | [ 28 ]        |
| 21  | Earl Bakken                | Engenheiro                            | Estados Unidos | 1924         | [ 29 ]        |
| 22  | Osamu Shimomura            | Químico                               | Japão          | 1928         | [ 30 ]        |
| 22  | Gilberto Benetton          | Empresário                            | Itália         | 1941         | [ 31 ]        |
| 23  | José Varacka               | Futebolista e treinador               | Argentina      | 1932         | [ 32 ]        |
| 25  | Sonny Fortune              | Músico                                | Estados Unidos | 1939         | [ 33 ]        |
| 25  | Sara Anzanello             | Voleibolista                          | Itália         | 1980         | [ 34 ]        |
| 26  | João W. Nery               | Psicólogo e escritor                  | Brasil         | 1950         | [ 35 ]        |
| 27  | Vichai Srivaddhanaprabha   | Empresário                            | Tailândia      | 1958         | [ 36 ] [ 37 ] |
| 28  | Daniel Corrêa Freitas      | Futebolista                           | Brasil         | 1994         | [ 38 ]        |
| 29  | Germán Aceros              | Futebolista e treinador               | Colômbia       | 1938         | [ 39 ]        |
| 30  | James J. Bulger            | Criminoso                             | Estados Unidos | 1929         | [ 40 ]        |
| 30  | Jin Yong                   | Escritor                              | Hong Kong      | 1924         | [ 41 ]        |
| 31  | Esquerdinha                | Futebolista                           | Brasil         | 1972         | [ 42 ]        |
| 31  | Tadeusz Kraus              | Futebolista e treinador               | Chéquia        | 1932         | [ 43 ]        |